# Curacoa (vulcano)
Il Curacoa è un vulcano sottomarino situato 33 metri sotto il livello del mare a sud della barriera corallina di Curacoa nell'arcipelago di Tonga, nell'Oceano Pacifico, presso le isole Niuas. Le prime eruzioni sono state osservate l'11 luglio 1973 e il 14 maggio 1979 da due diversi camini vulcanici. Il primo evento del 1973 produsse una grande quantità di dacite con un indice di esplosività (VEI) pari a 3 e "zattere di pomice" sparse nell'oceano. Nel 1979, invece, dalle acque si innalzò una colonna di fumo e ceneri alta almeno cento metri. Nel 2009 vi si registrò un terremoto di magnitudo 8.1 che, tuttavia, non comportò alcuna eruzione del vulcano.